# Azazel

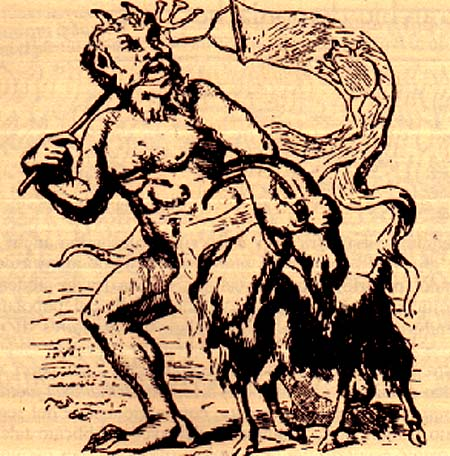
Azazel, așa cum l-a imaginat Colin de Plancy în Dictionnaire Infernal (Paris,1825)

Azazel, Azayel sau Azazyel (Puternicul lui Dumnezeu) este o divinitate demonică din mitologia biblică, la origine probabil zeu al deșertului; e prezent în Biblia canonică și în unele apocrife (Cartea lui Enoh), fie ca înger damnat, fie ca efect impersonal al propriei sale lucrări primejdioase.
Ca demon al imperiului sau divinitate negativă, rivală a lui Yahweh: Aaron să arunce sorți pentru cei doi țapi: un sorț pentru Yahweh și un sorț pentru Azazel, pe celălalt-țapul ispășitor, trimițându-l lui Azazel în pustie. În acest context este vorba de ritualul de ispășire Yôm-kippur (Vechiul Testament, Leviticul, 16:8-10).
Ca geniu luciferic și purtător al mesianismului: Și Azazel i-a învățat pe oameni să făurească săbiile și spadele, scutul și platoșa, și le-a arătat metalele și meșteșugul lucrării de a sulemeni ochii jur împrejur cu antimoniu, și de a înfrumuseța pleoapele și nestematele cele mai frumoase și mai de preț, și toate culorile vopselelor, și prefacerea lumii. După canonul divin, Azazel e învinuit că a dezvăluit tainele veșnice care se săvârșesc în ceruri (Cartea lui Enoh, apocriful etiopian, VIII; IX).
Ca rezultat fizic al operei sale: confundat (prin suprapunere de mituri) cu lucrarea sa, Azazel (deci rezultatul operei lui) urmează să fie încatenat, deși mai curând paralizat, neutralizat; Yahweh îi ordonă îngerului Rafael: Aruncă-l în întuneric și deschide deșertul în care este Dudael și aruncă-l acolo. Aruncă peste el bolovani colțuroși și ascuțiți, acoperă-l cu beznă și să rămână acolo veșnic; acoperă-l tot așa și fața; după aceea, impune măsuri profilactice aproape cu caracter ecologic: tămăduiește pământul pe care îngerii l-au stricat; și să vestești vindecarea pământului până când ei își vor tămădui plaga, pentru ca toți fiii oamenilor să nu se prăpădească din pricina fiecărei taine pe care veghetorii le-au arătat-o și au dezvăluit-o fiilor lor. Tot pământul s-a stricat prin știința lucrării lui Azazel (ibid.,X). Azazel, mai mult decât rezultatul unui sincretism, este o figură mitologică foarte complicată, o mixtură de mituri cu origini și din zone și epoci cu totul diferite. Ca rival al lui Yahweh, Azazel e comparabil și cu Diavolul și cu Lucifer, îngerul răzvrătit.